# Equipos ciclistas españoles en 2008
Relación de equipos ciclistas españoles para la temporada 2008, en la que destaca la desaparición del Relax-GAM y la recalificación como equipo aficionado del Fuerteventura-Canarias, mientras que Grupo Nicolás Mateos-Murcia y Extremadura-Grupo Gallardo, que a poco de comenzar la temporada tuvo que renombrarse por Extremadura-Ciclismo Solidario, subieron a la categoría Continental Profesional. Además, el equipo Continental Viña Magna-Copru pasó a denominarse Burgos Monumental.

## Equipos UCI ProTeam
- Caisse d'Epargne
- Euskaltel-Euskadi
- Scott-American Beef

## Equipos Profesionales Continentales
- Andalucía-Cajasur
- Contentpolis-Murcia
- Extremadura-Ciclismo Solidario
- Xacobeo Galicia

## Equipos Continentales
- Burgos Monumental
- Orbea

| Predecesor: Equipos ciclistas españoles en 2007 | Equipos ciclistas españoles 2008 | Sucesor: Equipos ciclistas españoles en 2009 |

- Datos: Q5835103